# Eupatorus koletta
Eupatorus koletta is een keversoort uit de familie van de Scarabaeidae. De wetenschappelijke naam van de soort is voor het eerst geldig gepubliceerd in 1978 door Voirin.